# Walter Nobbe

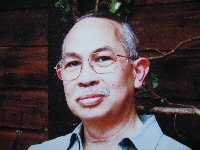
Walter Nobbe (2004)

Walter Nobbe (Malang, 22 februari 1941 – Den Haag, 19 april 2005) was een Nederlands kunstschilder en theaterontwerper.

## Loopbaan
Nobbe studeerde aan de Koninklijke Academie van Beeldende Kunsten te Den Haag. Hij studeerde af in 1964 en deelde een atelierwoning met Pat Andrea die een jaar later afstudeerde. Walter combineerde lesgeven (eerst in het middelbaar onderwijs, later aan de Academie te Rotterdam) met de vrije schilderkunst.
Zijn eerste tentoonstelling, in 1966, vond plaats bij Galerie 20 van Felix Valk te Arnhem, samen met Pat Andrea met wie hij levenslang bevriend bleef, al nam beider carrière een verschillende richting. Beiden waren ze in die begintijd sterk beïnvloed door het werk van leraar Co Westerik. In 1971 ontving Walter Nobbe de Koninklijke Subsidie voor de Schilderkunst. In datzelfde jaar maakt hij zijn eerste ontwerpen van decor en kostuums voor het Nederlands Dans Theater. Met het Dans Theater gaat hij een lange verbintenis aan, eerst werkend voor Jiří Kylián, later voor Nacho Duato.
Van 1969 tot en met 1973 was hij docent aan de Academie van Beeldende Kunsten in Rotterdam. Vanaf 1973 wijdde hij zich aan het werk voor het Nederlands Dans Theater. Daarnaast bleef hij geregeld zijn vrije figuratieve schilderwerk (interieurs, stillevens en mannelijke naakttorso's) in galeries presenteren.
In de jaren zeventig vormde hij samen met Pat Andrea en Peter Blokhuis de ABN-groep.